# Тернове (Великомихайлівська сільська громада)
Тернове (раніше Новопетрівське) — село в Україні, в Синельниківському районі Дніпропетровської області. Входить до складу Великомихайлівської сільської громади. Населення становить 316 осіб.

## Географія
Село Новопетрівське знаходиться на відстані 1 км від села Березове. По селу протікає пересихаючий струмок з загатою.

## Історія
1922 — дата заснування.
Виникло відразу поразки УНР у Визвольних змаганнях на землях, конфіскованих у місцевого поміщика. Утворилось два хутори: Терновий і Петровський — названий на честь «всеукраїнського старости» Г. І. Петровського. Згодом число хуторян значно зросло, хутори об'єднано. Було утворене село, яке місцева влада назвала — Новопетрівське.
До 2016 року орган місцевого самоврядування — Березівська сільська рада.
12 червня 2020 року, відповідно до розпорядження Кабінету Міністрів України № 709-р від «Про визначення адміністративних центрів та затвердження територій територіальних громад Дніпропетровської області», увійшло до складу Великомихайлівської сільської громади.
19 липня 2020 року, в результаті адміністративно-територіальної реформи та ліквідації Покровського району, село увійшло до складу новоутвореного Синельниківського району.

## Населення

### Мова
Розподіл населення за рідною мовою за даними перепису 2001 року:
| Мова            | Відсоток |
| --------------- | -------- |
| українська      | 90,5 %   |
| російська       | 4,4 %    |
| молдавська      | 3,8 %    |
| інші/не вказали | 1,3 %    |

## Відомі особистості
В поселенні народився:
- Ковтонюк Борис Мусійович (* 1948) — український журналіст, письменник, краєзнавець.